# Estornell de Tristram
L'estornell de Tristram (Onychognathus tristramii) és una espècie d'ocell de la família dels estúrnids (Sturnidae). Habita zones àrides rocoses des de la Península del Sinaí cap a l'est, a Israel, Jordània i est d'Aràbia Saudí, cap al sud fins al Iemen i cap a l'est fins a Oman. El seu estat de conservació es considera de risc mínim.
El nom específic de Tristram fa referència al reverend naturalista Henry Baker Tristram (1822-1906), primer partidari de Darwin.